# Kumylga
La Kumylga (in russo Кумылга?) è un fiume della Russia europea, affluente di sinistra del Chopër. Scorre nell'oblast' di Volgograd.
Il fiume ha origine nel distretto Michajlovskij e scorre prevalentemente verso sud-ovest. Sfocia nel fiume Chopër a 50 km dalla foce, dopo aver attraversato il villaggio di Kumylženskaja, centro amministrativo del distretto Kumylženskij. Il fiume ha una lunghezza di 119 km, l'area del suo bacino è di 1 730 km².